# Constanze Hufenbecher
Constanze Hufenbecher (* 1970 in Ebingen, jetzt Albstadt) ist Aufsichtsratsmitglied von SMA Solar. Von 2021 bis 2023 war sie Vorstandsmitglied bei Infineon.

## Leben
Hufenbecher studierte von 1989 bis 1994 Betriebswirtschaftslehre an der Eberhard Karls Universität Tübingen und von 1990 bis 1994 an der Universität Lund in Schweden.
Sie ist verheiratet und hat zwei Kinder.

## Karriere
Hufenbecher begann 1994 ihre berufliche Laufbahn bei VIAG in den Bereichen Accounting & Corporate Planning und Corporate Development & Controlling. 1998 wechselte sie zu Bertelsmann, wo sie für den Zentralbereich Investitionen und Controlling zuständig war und später zur Leiterin der Abteilung Mergers & Acquisitions aufstieg. Nach einem Jahr als selbständige Unternehmensberaterin übernahm sie von 2004 bis 2009 verschiedene Führungspositionen, unter anderem als Vice President und General Manager Business Line Manufacturing & Technology Services bei Infineon. 2010 kehrte Hufenbecher zum Bertelsmann-Konzern zurück und leitete bis 2012 den Vertriebsdienstleister Deutscher Pressevertrieb (DPV) als Geschäftsführerin und Chief Financial Officer. Von 2012 bis 2016 arbeitete sie als Chief Financial Officer für Be Printers und Prinovis in Hamburg. Anschließend war sie bis 2020 Vorständin von Lufthansa Technik.
Im April 2021 trat Hufenbecher in den Vorstand von Infineon ein. Sie war als Chief Digital Transformation Officer für Information Technology, Business Continuity, Business Excellence, Sales & Marketing Transformation, Digitalisierung, Grunddatenarchitektur und Implementierung von Großprojekten verantwortlich. Nach dem Auslaufen ihres Vertrags im Oktober 2023 trat sie im September 2024 als Nachfolgerin zu Roland Bent in den Aufsichtsrat von SMA Solar ein.